# James Joseph Gerrard
James Joseph Gerrard (* 9. Juni 1897 in New Bedford, Massachusetts; † 3. Juni 1991 in Fall River) war ein US-amerikanischer römisch-katholischer Geistlicher und Weihbischof in Fall River.

## Leben
James Joseph Gerrard besuchte die Holy Family High School in New Bedford und das St. Laurent College in Montreal. Anschließend studierte er Philosophie und Katholische Theologie am St. Bernard’s Seminary in Rochester. Gerrard empfing am 26. Mai 1923 durch den Bischof von Fall River, Daniel Francis Feehan, das Sakrament der Priesterweihe.
Gerrard war zunächst einige Monate als Pfarrvikar der Pfarrei Sacred Heart in Oak Bluffs tätig, bevor er im Oktober 1923 Pfarrvikar der Pfarrei St. Patrick wurde. Von 1932 bis 1939 war James Joseph Gerrard Diözesankanzler und persönlicher Sekretär des Bischofs von Fall River, James Edwin Cassidy. Daneben war er von 1930 bis 1941 Richter am Kirchengericht des Bistums Fall River. Am 20. April 1939 wurde Gerrard Rektor der Kathedrale St. Mary of the Assumption in Fall River. Von 1941 bis 1945 wirkte er zusätzlich als bischöflicher Verantwortlicher für die Ordensleute. Ab 1951 war Gerrard zudem Generalvikar des Bistums Fall River. 1952 verlieh ihm Papst Pius XII. den Titel Päpstlicher Hausprälat.
Am 2. Februar 1959 ernannte ihn Papst Johannes XXIII. zum Titularbischof von Forma und zum Weihbischof in Fall River. Der Bischof von Fall River, James Louis Connolly, spendete ihm am 19. März desselben Jahres die Bischofsweihe; Mitkonsekratoren waren der Bischof von Providence, Russell Joseph McVinney, und der Weihbischof in Boston, Jeremiah Francis Minihan. Als Weihbischof blieb James Joseph Gerrard weiterhin Rektor der Kathedrale St. Mary of the Assumption und Generalvikar des Bistums Fall River. Gerrard nahm an der vierten Sitzungsperiode des Zweiten Vatikanischen Konzils teil.
Papst Paul VI. nahm am 12. Januar 1976 das von James Joseph Gerrard aus Altersgründen vorgebrachte Rücktrittsgesuch an.